# Linnaemya dumonti
Linnaemya dumonti là một loài ruồi trong họ Tachinidae.